# 루이즈 클로저 헤일

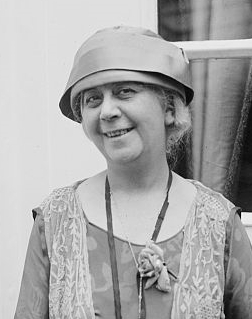

루이즈 클로저 헤일(Louise Closser Hale, 1872년 10월 13일 ~ 1933년 7월 26일)은 미국의 소설가, 연극 배우, 영화배우, 작가이다.
스프링필드에서 태어났으며 로스앤젤레스에서 사망하였다. 사인은 뇌졸중이다.

## 영화
- 투데이 위 리브 (1933년)
- 8시 석찬 (1933년)
- 래스퓨틴 앤 더 엠프리스 (1932년)
- 더 선-도터 (1932년)
- 레티 린턴 (1932년)
- 빅 보이 (1930년)